# Dorfkirche Neuenhagen bei Berlin

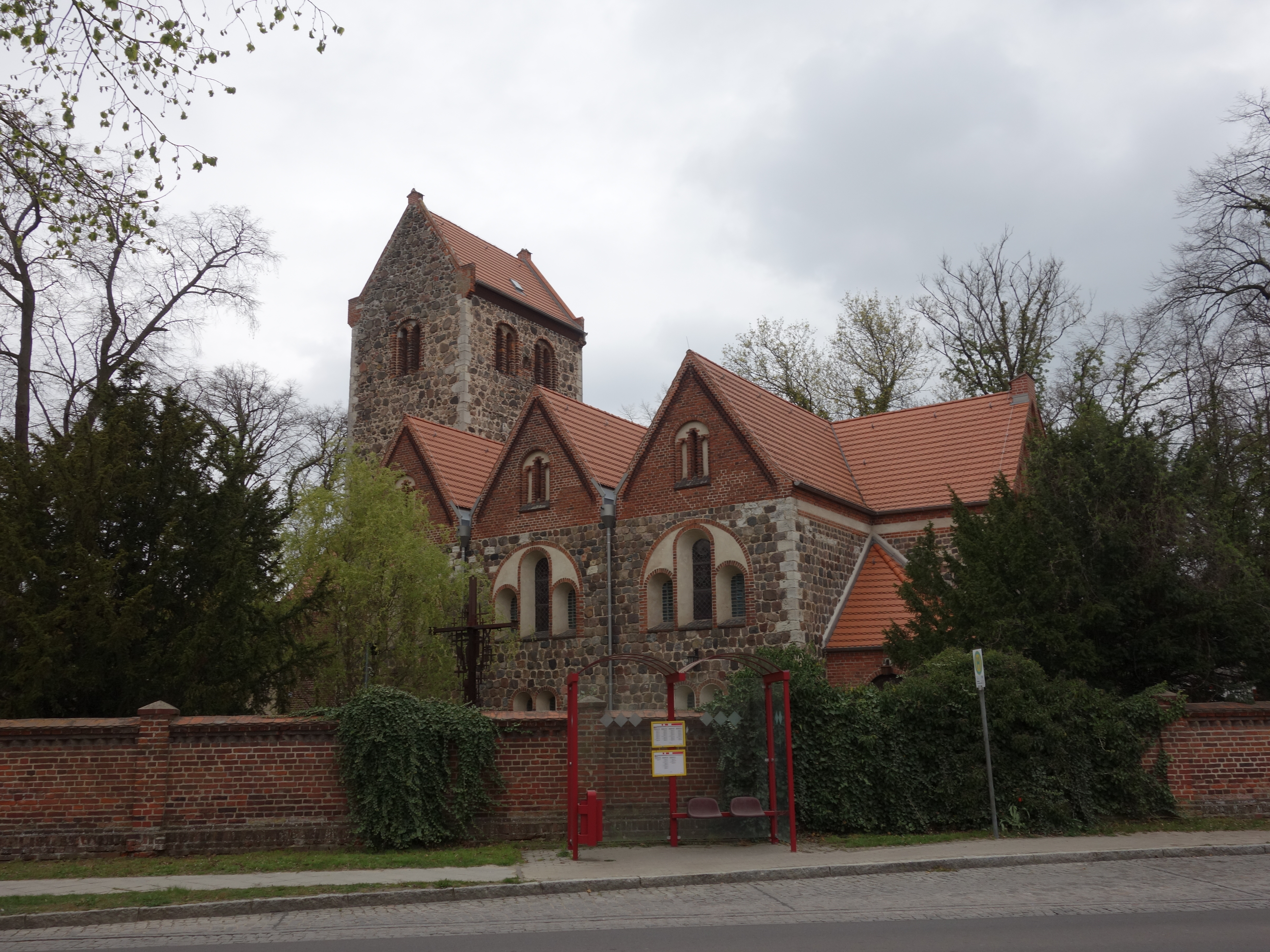
Dorfkirche Neuenhagen, Südostansicht

Die Dorfkirche Neuenhagen bei Berlin ist ein Kirchengebäude im Ortsteil Neuenhagen der Gemeinde Neuenhagen bei Berlin im Landkreis Märkisch-Oderland des deutschen Bundeslandes Brandenburg.

## Architektur

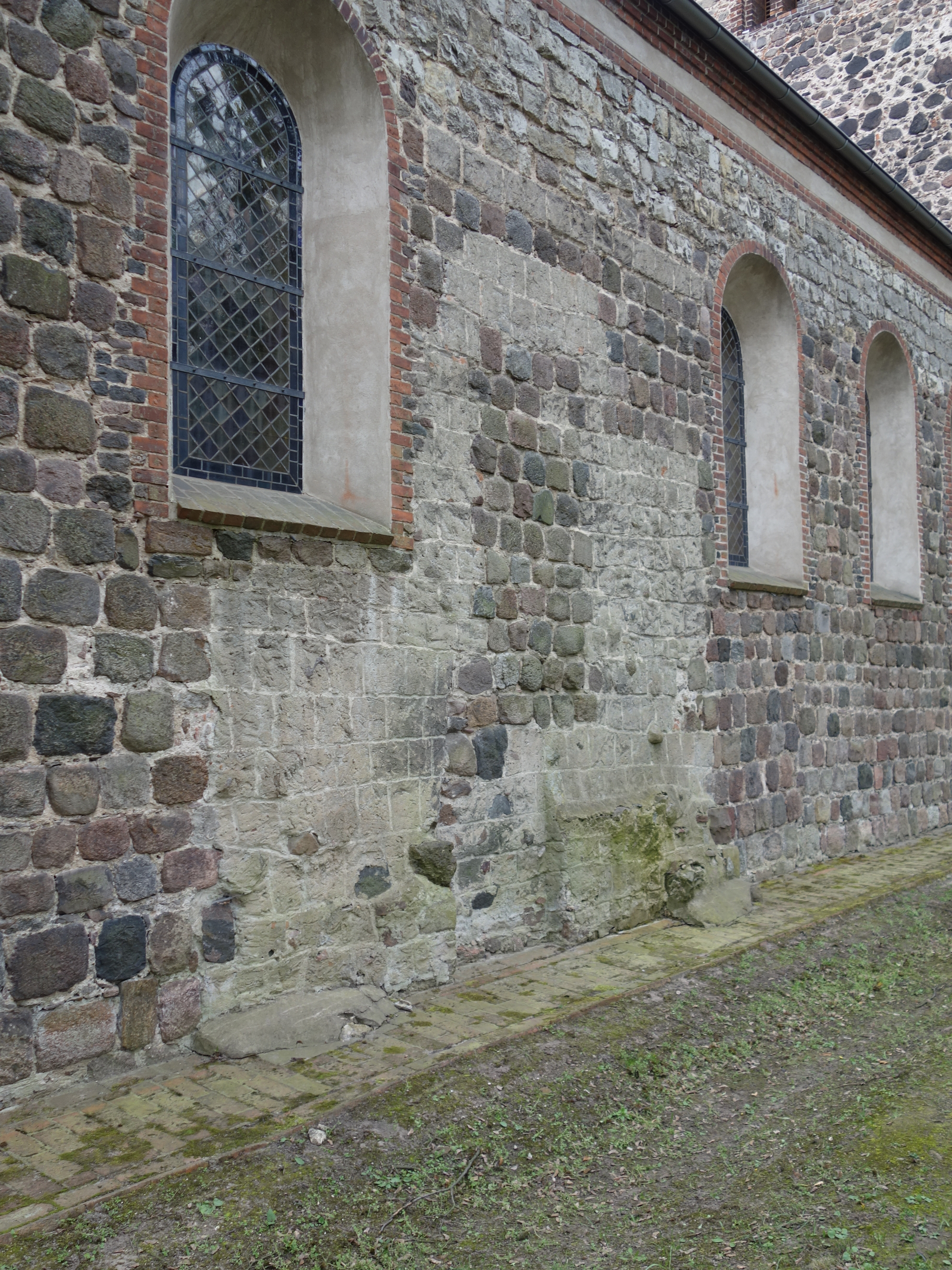
Vermauertes Nordportal

Die Kirche des Dorfes Neuenhagen wurde um 1250 (nach anderen Angaben erst im 14. Jh.) als frühgotische Feldsteinkirche mit Querturm und Satteldach auf dem Kirchenschiff erbaut. Sie befindet sich auf dem Dorfanger in der Carl-Schmäcke-Straße. Vermutlich waren es Zisterzienser-Mönche aus Münchehofe (Mönchshof), die einen „Neuenhof“ als Filiale und Kirchdorf anlegten. Neben dem Turmkern sind die Lanzettfenster am Ostgiebel aus der Entstehungszeit erhalten. Erstmals schriftlich erwähnt wurde die Kirche im Landbuch Kaiser Karls IV. im Jahre 1375. Um 1500 wurde der Turm erneuert. Dabei wurde das Westportal eingefügt.
Das Portal an der Südseite des Turmes wurde 1863 nach dem Schließen der Nordtür zum Haupteingang und die Fenster auf der Nordseite erweitert. Eine gravierende bauliche Erweiterung erfolgte im Jahre 1898 (nach anderer Quelle 1889) mit dem Anbau eines zweistöckigen Seitenschiffs, das nach außen durch drei neugotischen Giebelbauten abgeschlossen wurde. Dabei wurde wiederum nur Feldstein für die Außenfassade verwendet, sodass ein harmonisch wirkender Eindruck entstand.

## Innengestaltung
Im Jahre 1723 erfolgte eine barocke Ausgestaltung des Kircheninneren mit einem bedeutenden Kanzelaltar. Bei der Erweiterung 1889 entstand ein Holztonnengewölbe. Die Dachkonstruktion wurde vorher um 1,5 Meter erhöht, wodurch auch die vom Gutsherrn Georg Leopold Dotti (1852–1915) 1904 gestiftete Orgel von der Berliner Orgelbaufirma Gebr. Dinse Platz auf der Empore hatte. Der Patron stiftete auch einen neuen Altar, wobei das ältere wertvolle Exemplar in das Märkische Museum Berlin zur Ausstellung abgegeben wurde. Im Zweiten Weltkrieg wurde der Altarsaal des Museums und damit auch der Kanzelaltar zerstört. Im Turm befindet sich eine wertvolle 750 kg schwere Glocke aus dem 14. Jahrhundert. Zwei neu gegossene Glocken wurden 2005 beschafft und aufgehängt, die das Geläut nun wieder vervollständigen.